# スイッチング電源
スイッチング電源（スイッチングでんげん、英語：switched-mode power supply、略称：SMPS）あるいはスイッチング方式直流安定化電源とは、スイッチングトランジスタなどを用い、フィードバック回路によって半導体スイッチ素子のオン・オフ時間比率（デューティ比）をコントロールする事により出力を安定化させる電源装置である。スイッチング式直流安定化電源とも呼ぶ。商用電源の交流を直流電源に変換する電力変換装置などとして広く利用されており、小型、軽量で、電力変換効率も高い。一方で、高速にスイッチングを行う事からEMIが発生しやすい。

## 概要
交流は直流に整流され、スイッチングレギュレータと呼ぶ電力調整部分には、起動回路、平滑回路、過電流・過電圧保護回路、ノイズフィルタ回路等が付加されている。
リニアレギュレータのように、高い入力電圧から低い電圧を得るために電圧降下分を半導体素子の能動領域や抵抗に合わせジュール熱として放出する方式とは異なり、半導体素子の飽和領域と遮断領域における動作のみで所望する電圧を得ることができるため、半導体素子の電力損失を少なくでき、電力変換効率が高い。
スイッチング電源には「降圧（ステップダウン）、昇圧（ステップアップ）、昇降圧」という分類と「定電圧、定電流、定電力」という分類がある。出力電圧制御は、スイッチングレギュレータ部のデューティ比で行う。デューティ比の設定は、出力電圧の検出電圧と基準電圧を誤差増幅器によって比較しスイッチングレギュレータ部に帰還をかけることで行う。入力・出力間を絶縁する場合は、誤差増幅信号をフォトカプラでスイッチングレギュレータ部に伝達する。スイッチングレギュレータ部のオン・オフ周波数は高いほど電圧の変動（リップル）が小さくなり高速な応答が可能であり、使用するトランス、平滑リアクトル、コンデンサ等の小型化も可能となり、電源全体の小型化、軽量化を図ることができる。回路設計においては、伝導ノイズや不要輻射も考慮される。LED点灯回路など電圧による制御が困難・非効率な場合には定電流型を使用する。

### 長所
- 電力消費が少なく、高効率（最大96%）
（スイッチング電源では、インダクタやコンデンサなどの理想的な損失のほぼない蓄電素子を切り替えることで出力電圧/電流を変化させるため、高い効率を実現する。リニアレギュレータでは余剰電力を熱に変換して出力電圧/電流を調整するため、電圧差が無駄になり最大電力効率は電圧-出力/電圧-入力となり、効率が低くなる）
- 待機時の電力損失がトランスに比べてはるかに少ない
- 小型化、低ノイズ化、軽量化が可能で発熱量が小さい（重量のあるライン周波数（50Hz/60Hz）のトランスが不要なため）

### 短所
- 構造が複雑になる
- ローパスフィルタで遮断しなければならない高振幅・高周波エネルギーが発生する（電磁干渉（EMI）を避けるため）
- スイッチング周波数のリップル電圧とその高調波が発生する

### 注意点
- 簡易なスイッチング電源では、電気的なスイッチングノイズを主電源ラインにカップリングし、A/V機器などの同相に接続された機器に干渉を与える可能性がある。
- 力率補正されていないスイッチング電源は高調波を発生させる。

## 非絶縁DC-DCコンバータの回路形式
スイッチング制御DC-DCコンバータの基本は、直流電源の電力を間欠的に伝達するスイッチと、電流を制限すると共に電力を磁力として蓄積するコイルである。
殆どの場合、コンデンサが負荷に並列接続される。コンデンサはコイルと共に電力の蓄積と電圧の平滑化、スイッチングノイズの低減に用いられる。

### 降圧型（ステップダウン）
バックコンバータとも呼ばれる。

Buck converter circuit diagram.

降圧型は、電力をスイッチングして間欠制御した後、コイルを使用して電流を制限する。スイッチオフ時は、ダイオード（またはMOSFET等のスイッチ）によってコイルに蓄積された磁気エネルギーが電流となって流れる。
バックコンバータは、コイルに流れる電流が、常時、負荷に流れる、という特徴を有する。
バックコンバータのチョークコイルは、入力電圧にスイッチオン時間の割合を乗じることで、入力電圧を出力電圧に降下させる働きを有する。換言すれば、チョークコイルには電圧を変換する働きはあるが、電力の形態(電圧×電流)を変換する能力はない。高電圧低電流を低電圧大電流に、あるいはその逆に変換する機能は、電気エネルギーを一旦磁気エネルギーに変換することで電力の形態を変換するトランスにしか存在しない。

### 昇圧型
ブーストコンバータとも呼ばれる。

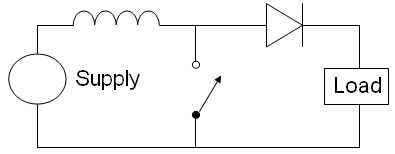
The basic schematic of a boost converter. The switch is typically a MOSFET, IGBT, or BJT.

コイルの一端を電源に接続するスイッチと、電源電圧を順方向に負荷へ伝達するダイオード（またはMOSFET等のスイッチ）よりなる。
スイッチオン時は電源からコイルに電力が供給され、スイッチオフ時は電源->コイル->ダイオードを通じて、負荷に電力が供給される。スイッチオフ時において、負荷には電源の電圧に加え、コイルの逆起電力によって発生する電圧が重畳されるため、電源の電圧よりも高い電圧が負荷に印加される。
ブーストコンバータは、電源から供給される電流が、常時、コイルに流れる、という特徴を有する。

### 昇降圧型
バックブーストコンバータとも呼ばれる。

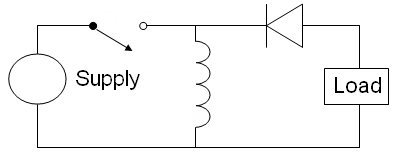
The basic schematic of an inverting buck-boost converter.

コイルの一端を電源に接続するスイッチと、電源電圧の極性に対して逆方向に負荷へ電力を伝達するダイオード（またはMOSFET等のスイッチ）よりなる。
スイッチオン時は電源からコイルに電力が供給され、スイッチオフ時は電源の電力が遮断されると共に、コイルの逆起電力がダイオードを通じて負荷に供給される。スイッチオフ時において、負荷にはコイルの逆起電力によって発生する電圧のみ与えられるため、ブーストコンバータとは異なり、電源の電圧よりも高い電圧のみならず、電源の電圧よりも低い電圧を負荷に印加することが可能になる。
バックブーストコンバータは、スイッチングの度に、コイルに流れる電流が、電源からコイルに供給される電流と、コイルから負荷に流れる電流とで、交互に切り替わる、という特徴を有する。

### バックコンバータ、ブーストコンバータ、バックブーストコンバータの安定性
バックコンバータは、スイッチの状態にかかわらず常時コイルの電流が負荷に流れる。このため、コンデンサを省略しても負荷には電流が連続的に流れるし、スイッチのオンオフタイミングをどの様に変化させても、バックコンバータはその機能を果たす。よって、出力電圧をコンパレータで基準電圧と比較して、コンパレータ出力で直接スイッチを制御しても、バックコンバータは成立する。近年多数流通している低価格帯のLEDドライバICはこの制御方式を採用している

。
しかし、ブーストコンバータとバックブーストコンバータは、スイッチの状態によってコイルの電流が負荷に流れる時と流れない時がある。このため、負荷に対して電流を常時供給する場合において、コイルの電流が負荷に流れない時はコンデンサが代わりの役割を担う必要があり、よってコンデンサを省略する事はできない。また、制御信号を決定するには、スイッチのオンオフの一周期が終わって、得られた出力電圧の平均値から判定しなければならない。したがって、バックコンバータの様に前述のコンパレータを用いる簡易的制御は不可能であり、スイッチの制御方式はPWM又はPFMが必須とならざるを得ない。
スイッチのオンオフ時間の比率を時比率という。バックコンバータの入出力電圧比は時比率 {\displaystyle D=T_{\mathit {on}}/T_{s}} （Ton:スイッチのオン時間、Ts:スイッチのオンオフ時間、つまりスイッチ制御周期）として
{\displaystyle V_{o}/V_{i}=D}
つまり、バックコンバータの入出力電圧比は時比率Dに等しい。この入出力電圧比を時比率Dで微分すると1になり、スイッチのオンオフ時間の変化に対する出力電圧の変化は完全に線形であることがわかる。すなわち、バックコンバータは本質的に安定である。これに対し、ブーストコンバータ、バックブーストコンバータの入出力電圧比は共に
{\displaystyle V_{o}/V_{i}=1/(1-D)}
となる。
この入出力電圧比を時比率Dで微分すると {\displaystyle 1/(1-D)^{2}} になる。スイッチのオン時間 {\displaystyle T_{\mathit {on}}} がオフ時間 {\displaystyle T_{\mathit {off}}} に比べて長くなり、時比率Dが1に近似する程、計算上では、出力電圧は指数関数的に上昇する。しかし現実の回路がその様に動作する訳ではなく、どこかのタイミングで制御が成立せず、コイルに過大な電流が流れ、回路の破壊等の事故が生じるだろう。
すなわち、ブーストコンバータ、バックブーストコンバータは本質的に不安定である。

## 絶縁DC-DCコンバータの回路形式
多くの家電製品は、重大な漏電事故を防ぎ使用者を感電事故から守るために、商用交流電源と電子回路とをトランス（変圧器）で絶縁する（絶縁トランス、絶縁変圧器等と呼ばれる）ことが定められている。これより説明する絶縁型DC-DCコンバータは、上述の非絶縁DC-DCコンバータにトランスを介在させることによって、高電圧入力低電圧出力のDC-DCコンバータを実現させる回路方式である。
- バックコンバータのスイッチにトランスを接続し、スイッチの制御を交流の半波に適用すると、フォワードコンバータになる。
- バックコンバータのスイッチにトランスを接続し、スイッチの制御を交流の全波に適用すると、ハーフブリッジコンバータやフルブリッジコンバータになる。
- バックブーストコンバータのスイッチにトランスを接続し、スイッチの制御を交流の半波に適用すると、フライバックコンバータになる。
- ブーストコンバータのスイッチにトランスを接続し、スイッチの制御を交流の全波に適用すると、電流型プッシュプルコンバータになる[9]。

### フォワード方式

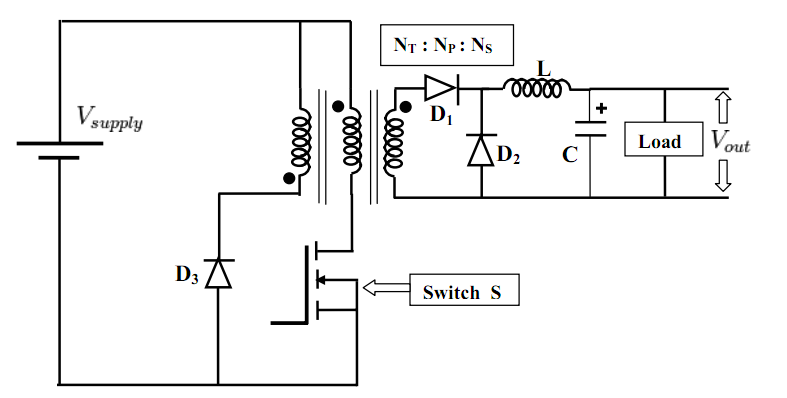
A schematic showing the most important components of a forward converter.

上述のバックコンバータのスイッチとダイオードとの間にトランスを介在させ、トランスの一次側にスイッチを接続する。数十〜数百W程度の中規模の電源に採用される。
ハイサイドスイッチを追加することによって安定性を向上させるダブルフォワード方式も存在する。

### フライバック方式

Schematic of a flyback converter

上述のバックブーストコンバータのコイルに代えて、磁気コアにギャップを設けたトランス（フライバックトランス）を介在させ、トランスの一次側にスイッチを接続する。フォワード方式と比べると、2次側巻線の接続方向が逆になっていることに注意。トランスの設計がやや難しくなり、ギャップの存在によってノイズが大きくなる一方、チョークコイルを省略でき、入力電圧を広く取ることができることから、数〜数十W程度の小規模の電源に広く採用される。2018年現在、広く市場に流通するACアダプタの殆どがこの回路方式である。

#### 1次側レギュレーション (PSR: Primary-Side Regulation)
フライバックコンバータは、トランスにギャップを設ける必要があるためにEMIノイズが大きい、他の方式と比べて電力変換効率が悪い、負荷変動に対する追従速度が遅い、大きな電力を取り出す用途に向かない、等の欠点がある一方で、2次側チョークコイルを省略できるために他の方式より部品点数が少なく済む、入力電圧の幅を広く取れる、という大きなメリットがある。入力電圧の幅を広く取れる、ということは、スイッチ等を用いずに単体で 100V - 220Vの幅広い入力電圧に対応が可能である。このため、単一のフライバックコンバータ機器に差し込みプラグを変換するだけで、全世界の殆どの商用電源に対応可能である機器が多い。
低価格なフライバックコンバータの部品の中で数少ないコスト高の要因であるフォトカプラを省略するため、トランスにPWMコントローラに給電する3次巻線を設け、この3次巻線の電圧を検出することで2次巻線の電圧を制御する、PSR
が普及している。
2018年現在、LED電源や携帯電話の充電器用途等に、PSRを用いたMOSFETスイッチ内蔵IC

 を用いたACアダプタが多数生産され、市場に流通している。
PSR自体はフォワード型でも実現可能ではあるが、低コストで小規模電源を実現するという目的から、市場に流通するPSR採用ICの殆どがフライバックコンバータ用途のものである。

### プッシュプル方式

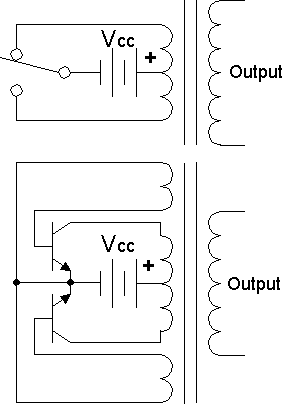
Top: Simple inverter circuit shown with an electromechanical switch and automatic equivalent auto-switching device implemented with two transistors and split winding auto-transformer in place of the mechanical switch.

トランスの1次側コイルの中点に電源のプラス側ノードを接続する。1次側コイルの両端にそれぞれローサイドスイッチを挟んで電源のマイナス側ノードに接続する。2個のローサイドスイッチを交互にオンオフ制御することで、トランスのコアには交流磁界が発生する。
プッシュプルコンバータには、電圧型と電流型がある。
トランス1次側の主要部品がコンデンサとスイッチのみで、コイルを含まないものが電圧型であり、コイルを含むものが電流型である。つまり、電流型プッシュプルコンバータは、電流制限素子としてのコイルを有する。
電圧型プッシュプルコンバータは偏磁の影響を受け易く、またスイッチは同時オン期間があってはならない。しかし、電流型プッシュプルコンバータはこの逆であり、偏磁の影響をさほど受けず、またスイッチは同時オン期間があってよい。その代わり、同時オフ期間があってはならない
。

### ハーフブリッジ方式
- トランスの一次側巻線の一端には、電源のプラス側ノードに接続されたハイサイドスイッチと接地ノードに接続されたローサイドスイッチを接続する。
- トランスの一次側巻線の他端には、電源のプラス側ノードに接続された第一のコンデンサと、接地ノードに接続された第二のコンデンサを接続する。

ハイサイドスイッチとローサイドスイッチを交互にオンオフ制御することで、トランスのコアには交流磁界が発生する。

### フルブリッジ方式
1. トランスの一次側巻線の一端には、電源のプラス側ノードに接続された第一のハイサイドスイッチとマイナス側ノードに接続された第一のローサイドスイッチを接続する。
2. トランスの一次側巻線の他端には、電源のプラス側ノードに接続された第二のハイサイドスイッチとマイナス側ノードに接続された第二のローサイドスイッチを接続する。
3. 第一のハイサイドスイッチと第二のローサイドスイッチを同時にオンすると共に、第一のローサイドスイッチと第二のハイサイドスイッチを同時にオフする。
4. 第一のハイサイドスイッチと第二のローサイドスイッチを同時にオフすると共に、第一のローサイドスイッチと第二のハイサイドスイッチを同時にオンする。
5. 3, 4を繰り返すことで、トランスのコアには交流磁界が発生する。

大電力を効率よく伝達することが可能であるため、かつては大電力用途に限定されていたようだが、近年は計算機が低電圧大電流を要求するようになり、POL（Point Of Load:負荷の直近に電源を配置する方式）の電力供給手段として多用されている。

### 偏磁の問題
フォワード方式、フライバック方式は、トランスの1次巻線を片方向にしか磁化しない。このため、デューティ比を50%未満に抑え、適切な減磁の手段を講じることで、コアに直流磁気が残留する偏磁現象は防げる。
これに対し、プッシュプル方式、ハーフブリッジ方式、フルブリッジ方式は、トランス本来の使い方である、コアに交流磁界を発生させる方式である。このため、1次巻線に流れる電力が、正方向の電力と負方向の電力にアンバランスが生じると、コアに残留磁界が生じる。この残留磁界が累積すると、コアが磁気飽和を起こし、1次巻線が発生する磁気エネルギーが2次巻線に正しく伝達されなくなり、1次巻線には過大な電流が流れ、スイッチやトランスを破壊する事故が発生してしまう。
フルブリッジ方式の場合、トランスの偏磁による飽和を防ぐため、一次側巻線の一端又は他端の何れかに、コンデンサを挟む。
電圧型プッシュプル方式の場合、フルブリッジ方式のようにコンデンサを電源と1次巻線との間に挟むことができない。このため、電力損失を覚悟の上で抵抗を挟む場合が多い。
一方、電流型プッシュプル方式の場合、前述のように電圧型とは異なり、偏磁に起因する事故が生じ難い。
ハーフブリッジ方式は、その回路構成自体にコンデンサを有することで、自ずと偏磁が生じ難い、とする見解
と、コンデンサの容量ばらつきによって偏磁を避けられない、とする見解
とで別れている。

## 制御方式
スイッチングDC-DCコンバータは、必ず高速スイッチングを実行する。高速スイッチングの基となる制御信号をどのように導き出すかによって、自励式と他励式に分類される。

### 自励式
制御系全体が振動しながら所定の安定的な状態に収束する制御方式である。

#### RCC (Ringing Choke Converter)
"It is also referred to as ringing choke converter (RCC) since the regenerative signal for oscillation comes from ringing of transformer choke."

「発振用の再生信号がトランスチョークのリンギングに由来するため、リンギングチョークコンバータ（RCC）とも呼ばれる。」

フライバック方式の一種であるRCCは、
- （磁気飽和を防ぐため）コアにギャップを設けたフライバックトランス
- 電源ノードに接続される、トランスの一次巻線（図中"primary"）
- 一次巻線のスイッチングを行うバイポーラトランジスタのトランジスタスイッチ（図中"Tr"）
- トランジスタスイッチにベース電流を供給するベース巻線（図中"base"）
- トランジスタスイッチのオフ時に電力を出力する二次巻線（図中"secondary"）
- 二次巻線に接続される整流ダイオード（図中"D1"）
- トランジスタスイッチのベースに起動電流を与える抵抗（図中"R1"）
- トランジスタスイッチのベースに起動電流が流れる際、ベースエミッタ間の絶縁を確保するためのダイオード（図中"D2"）。ダイオードに代えて、コンデンサでもよい。コンデンサと抵抗の直列接続を多く見かける。

が、必要最小限の構成である。
1. 電源ノードから抵抗R1を介してトランジスタスイッチTrのベースに僅かな起動電流が供給される。
2. トランジスタスイッチTrがオンになると、電源ノードから一次巻線primaryを通じてトランジスタスイッチTrのコレクタエミッタ間に電流が流れる。すると、一次巻線primaryから磁束が生じる。
3. 一次巻線primaryの磁束が変化すると、ベース巻線baseが励磁される。
4. ベース巻線baseが励磁されると、トランジスタスイッチTrのベース電流が増加する。そして、トランジスタスイッチTrが完全にオン状態になり、一次巻線primaryの電流が増加する。
5. トランジスタスイッチTrが完全にオン状態になることで、一次巻線primaryには電源ノードにほぼ等しい電圧が印加される。しかし、一次巻線primaryはコイルなので、一次巻線primaryの電流は時間経過と共に線形的に増加する。一次巻線primaryの電流はトランジスタスイッチTrのコレクタ電流と等しく、コレクタ電流はトランジスタスイッチTrの直流電流増幅率hFEとベース電流によって制約される。すなわち、一次巻線primaryの電流は無限に増加せず、ベース電流が不足することによって一次巻線primaryの電流が増加しなくなる時点が生じる。
6. 一次巻線primaryの電流が増加しなくなる、ということは、トランジスタスイッチTrのオン状態、すなわち飽和状態が維持できなくなることを意味する。したがって、トランジスタスイッチTrのコレクタエミッタ間の抵抗値が増大し、相対的に一次巻線primaryの端子間電圧が減少する。
7. 一次巻線primaryの端子間電圧が減少すると、ベース巻線baseの励磁がなくなる。すると、ベース電流がなくなり、トランジスタスイッチTrはオフする。
8. トランジスタスイッチTrがオフすると、一次巻線primary、二次巻線secondary及びベース巻線baseには逆起電力が発生する。この逆起電力が二次巻線secondaryへ電流となって出力される。この時、一次巻線primary及びベース巻線baseの巻線方向とは逆方向に電圧が現れる。
9. ベース巻線baseにも二次巻線secondaryと同様、逆方向の電圧が励起されるため、二次巻線secondaryから出力される電流がなくなるまで、トランジスタスイッチTrのオフ状態（ベースエミッタ間電圧がオン電圧よりも低い状態）は維持される。
10. やがて二次巻線secondaryの電流が少なくなると、電源ノードから抵抗R1を介してトランジスタスイッチTrのベースに僅かな起動電流が供給される。すなわち、上記1)に戻る[23]。

RCCは、トランジスタスイッチTrのオンオフの1周期に、一次巻線primaryから二次巻線secondaryへ引き渡されるエネルギーが一定である。このため、負荷が軽ければ1周期は長くなり、負荷が重くなれば1周期が短くなる。なお、負荷の変動に追従して出力電圧を安定化させる等、RCCに不足する機能は、フォトカプラ等を用いるフィードバック制御回路を追加する必要がある。そして、そのような回路を追加すると回路規模は大きくなり、複雑化する。
一次巻線primaryから二次巻線secondaryへ引き渡されるエネルギーが一定であることから、RCC のスイッチングは、一次巻線がオン状態の時間が一定で、一次巻線がオフ状態の時間が、負荷の変動によって変動する。したがって、RCC のスイッチのオン/オフ状態の波形は、PFM (パルス周波数変調) である。
一次巻線primaryによって蓄積された磁力が二次巻線secondaryを通じて負荷Zへ完全に出力されない限り、抵抗R1からトランジスタスイッチTrのベースに起動電流は流れない。したがって、RCCは本質的に偏磁の問題が生じ得ない。
ベース巻線baseからトランジスタスイッチTrへ供給される電流が、一次巻線primaryの励磁に起因して、急激に増加した後、徐々に減っていく有様が、"transformer choke"という言葉で表現されている。RCCの歴史は古く、少なくとも日本では昭和36年頃にはその技術思想が公知になっていたものと推察される。
設計が複雑かつ困難、負荷変動によってスイッチング周波数が変動する、大電力には不向き等、欠点は専用ICを用いるフライバックコンバータより多いものの、最小限の構成であれば極めて簡素な部品構成で実装が可能であり、低コストで実装できる。このため、フィーチャーフォンの充電器や、ビデオレコーダやパソコン等の待機用電源回路として多用されていた。
特に、負荷が軽く、且つ、負荷変動がないか或は負荷変動が極めて少ない場合では、コレクタエミッタ間耐圧(VCEO)が高耐圧のスイッチングトランジスタを1個、そしてフライバックトランスと数個の受動素子を用意すれば、商用交流電源との絶縁を確保し、負荷に必要な電力を供給できる、という点において、RCC は安価かつ手軽に構築可能な電源回路である。
2021年現在では、殆どの携帯電話がフィーチャーフォンより多くの電流を要求するスマートフォンにシフトしており、RCC では電力供給能力が不足する。このため、携帯電話の充電器用途では、先に説明した PSR 採用ICに殆ど移行している。

### 他励式
制御系自体は振動する要素を有さず、専用の発振回路が生成するクロックに基づいてスイッチングが行われる制御方式である。今日のPWMコントローラやスイッチング電源用ICの殆ど全てがこの方式を採用している。

## その他の方式
コイルが不要で、携帯電話など小型機器に多く使用されている「スイッチトキャパシタ」、デジタル量によって出力電圧を高精度に設定する「VID」などがある。

## 日本の産業用主要スイッチング電源メーカー
- コーセル株式会社
- TDKラムダ株式会社
- オムロン株式会社
- フエニックス・コンタクト株式会社
- イーター電機工業株式会社（破産）
- アルス株式会社
- 株式会社ニプロン